# Cestrum kunthii
Cestrum kunthii är en potatisväxtart som beskrevs av Francey. Cestrum kunthii ingår i släktet Cestrum och familjen potatisväxter. Inga underarter finns listade i Catalogue of Life.